# Aulus Albius
Aulus Albius war ein antiker römischer Unternehmer, der in der römischen Kaiserzeit in Rom tätig war.
Aulus Albius ist heute nur noch von seiner Grabinschrift bekannt ist, die in Rom gefunden wurde. In dieser wird er als Freigelassener eines Decius Auslus und als vascularius bezeichnet, was sowohl die Produzenten von zumeist Metallgefäßen (Toreuten) als auch die Händler solcher Gefäße meinen kann. Er wäre damit einer von nur etwa 30 bis 40 inschriftlich bekannten Toreuten der griechisch-römischen Antike. Eine genauere Datierung als in die römische Kaiserzeit ist nicht möglich. Die (aufgelöste) Inschrift lautet:

## Einzelbelege
1. ↑  CIL 6, 9954
2. ↑  Signaturstempel römischer Toreuten ausgenommen

| Personendaten    | Personendaten                              |
| ---------------- | ------------------------------------------ |
| NAME             | Albius, Aulus                              |
| KURZBESCHREIBUNG | antiker römischer Toreut oder Händler      |
| GEBURTSDATUM     | 1. Jahrhundert v. Chr. oder 1. Jahrhundert |
| STERBEDATUM      | 1. Jahrhundert oder 2. Jahrhundert         |